# Scribe
Scribe je značkovací jazyk a systém pro zpracování slov, který byl prvním ze třídy popisného značkování. Byla to revoluce v době jeho vzniku, protože byl prvním jazykem, který měl zjevné rozdělení popisu obsahu a vzhledu.

## Historie

### Začátek
Scribe byl vytvořen Brianem Reidem z Carnegie Mellon University. Je tématem jeho doktorské práce 1980, za kterou získal cenu Association for Computing Machinery's Grace Murray Hopper v roce 1982.
Ried předvedl práci ve které popsal Scribe na toutéž konferenci v roce 1981, na které Charles Goldfarb předvedl jazyk GML.

### Scribe je prodán Unilogic
V roce 1979 Reid prodal Scribe společnosti Unilogic, kterou založil Michael Shamos, pro obchodování  programy. Reid řekl, že hledal způsob který by umožnil vývojářům dostat přistup k Scribe aniž by on dostal na veřejnou doménu.
Michael Shamos byl zamotaný do sporu s správci Charnegie Mellon o duševní vlastnictví Scribe. Spor byl vyřešen mimo soud a tak, že univerzita neměla k tomu žádné nároky.

### Time-bomb
Reid se souhlasil předat sadu časově závislých funkcí (time bombs), které budou zrušené po vypršení 90 dní zkušební doby. Aby tyto funkce nebyly vypnuté uživatele platili společnosti peníze, která jim poskytovala jim heslo k vypnutí časové bomby.
Richard Stallman to viděl jako zradu programátorského duchu .

## Používáni slovního procesoru Scribe
Používáni Scribe se skládá ze dvou částí"
- Vytvoření textu v libovolném textovém editoru za použitím značkování Scribe.
- Zpracování tohoto souboru překladačem Scribe pro vygenerování dokumentu, který lze tisknout.

Scribe má jasně vymezené slova, řádky, stránky, záhlaví a zápatí, poznámka pod čarou, stránkovaní,  tabulky atd. podobně jako HTML. Překladač Scribe používá databázi stylů, která definuje pravidla pro formátovaní dokumentu konkrétního stylu. 

## Značkovací jazyk
Myšlenka použití značkovacího jazyka, který má v meta-informaci i samotný document, se objevila v programu, který se nazývá RUNOFF. V Scribe značkování začíná symbolem @, za kterým sleduje párový blok, nebo určitý příkaz.
```
@Heading(The Beginning)
  @Begin(Quotation)
      Let's start at the very beginning, a very good place to start
  @End(Quotation)

```

Je možné přidat parametry:
```
 @MakeSection(tag=beginning, title="The Beginning")

```

Typicky, větší dokumenty se skládají z kapitol, každá z kterých je v jednotlivém souboru. Hlavní dokument má v sobě odkazy na tyto soubory. V hlavním dokumentu jsou také definované styly a macrosy.

## Příslušný software
FinalWord je slovní processor který podporuje zjednodušenou verzi Scribe.